# Субфакториал
Субфакториал — количество беспорядков заданного числа, то есть перестановок заданного порядка без неподвижных точек — по аналогии с факториалом, определяющим общее количество перестановок. Стандартное обозначение — {\displaystyle !n}.
Одно из объяснений: {\displaystyle !n} есть число способов положить {\displaystyle n} пронумерованных писем в {\displaystyle n} пронумерованных конвертов (по одному в каждый), чтобы ни одно из писем не попало в конверт с соответствующим ему номером («задача о письмах»). Термин введён Уильямом Уитвортом в конце XIX века, но неявно в комбинаторных задачах использовался и ранее.
| n  | !n                            |
| -- | ----------------------------- |
| 0  | 1                             |
| 1  | 0                             |
| 2  | 1                             |
| 3  | 2                             |
| 4  | 9                             |
| 5  | 44                            |
| 6  | 265                           |
| 7  | 1 854                         |
| 8  | 14 833                        |
| 9  | 133 496                       |
| 10 | 1 334 961                     |
| 11 | 14 684 570                    |
| 12 | 176 214 841                   |
| 13 | 2 290 792 932                 |
| 14 | 32 071 101 049                |
| 15 | 481 066 515 734               |
| 16 | 7 697 064 251 745             |
| 17 | 130 850 092 279 664           |
| 18 | 2 355 301 661 033 953         |
| 19 | 44 750 731 559 645 104        |
| 20 | 895 014 631 192 902 121       |
| 21 | 18 795 307 255 050 944 540    |
| 22 | 413 496 759 611 120 779 881   |
| 23 | 9 510 425 471 055 777 937 262 |

## Свойства
Субфакториал можно вычислить с помощью принципа включения-исключения:
{\displaystyle !n=n!\left(1-{\frac {1}{1!}}+{\frac {1}{2!}}-{\frac {1}{3!}}+...+(-1)^{n}{\frac {1}{n!}}\right)=n!\sum _{k=0}^{n}{\frac {(-1)^{k}}{k!}}}.
Некоторые другие способы вычисления:
- {\displaystyle !n={\frac {\Gamma (n+1,-1)}{e}}}, где {\displaystyle \Gamma } обозначает неполную гамма-функцию, а {\displaystyle e} — основание натурального логарифма;
- {\displaystyle !n=\left\lfloor {\frac {n!}{e}}\right\rceil }, где {\displaystyle \left\lfloor x\right\rceil } обозначает ближайшее к {\displaystyle x} целое число (округление);
- {\displaystyle !n=\left\lfloor {\frac {n!+1}{e}}\right\rfloor }, где {\displaystyle \lfloor x\rfloor } обозначает целую часть числа.

Некоторые  рекуррентные формулы:
- {\displaystyle !n={\begin{cases}1&n=0;\\{!(n-1)}\cdot n+(-1)^{n}&n>0.\end{cases}}}

- {\displaystyle !n={\begin{cases}1&n=0;\\0&n=1;\\(n-1)\cdot ({!(n-1)}+{!(n-2)})&n>1.\end{cases}}}
- {\displaystyle !n=(n-1)\cdot a_{n-2}}, где {\displaystyle \;a_{0}=a_{1}=1} и {\displaystyle a_{n}=n\cdot a_{n-1}+(n-1)\cdot a_{n-2}={!(n+1)}+{!n}} (начальные члены последовательности {\displaystyle a_{n}}[1] — 1, 1, 3, 11, 53, 309, 2119, …;

Число 148 349 является субфакторионом, то есть равно сумме субфакториалов своих цифр (аналог факториона):
{\displaystyle 148349={!1}+{!4}+{!8}+{!3}+{!4}+{!9}}.
Субфакториал иногда допускается в математических играх типа получения различных результатов из определённых цифр (например, известна игра Четыре четвёрки, где равенство !4 = 9 может принести пользу).